# Shinty
El shinty (gaèlic: Camanachd/Iomain) és un joc originari de les Terres Altes d'Escòcia, i es practica amb un pal corb i una bola de cuir. És similar al hurling irlandès.

## Regles
L'objectiu del joc és inserir la pilota en una porteria o "hail" erigit en els extrems d'un camp de 125 a 155 metres. Tradicionalment, el camp ha de ser d'herba, encara que des de 2009 també s'accepta l'herba artificial.
La pilota en una esfera sòlida i dura lleugerament més petita que una pilota de tennis, que consisteix en un nucli de suro recobert de dues tires de pell cosides amb la costura vista. En aquest detall s'assembla a un sliotar escocès o a una pilota de beisbol americà. Habitualment és de color blanc, encara que també n'hi ha de colors vius o negres, com les que usa el Kyles Athletic.
La pilota es juga amb el caman o estic, un pal corb d'uns 105 cm de longitud. Al contrari del hurley irlandès, no té pala. El caman se sol fer de fusta, tradicionalment de freixe i actualment de noguera, i no pot tenir cap reforç metàl·lic. El nom prové de la seva forma, ja que en escocès cam significa "corb" o "tort".
Un partit es divideix en dues meitats de 45 minuts. L'equip consta de 12 jugadors, inclòs un porter. El porter és l'únic jugador que pot tocar la pilota amb les mans. Hi ha variacions amb menys jugadors, camps més petits i menor durada del partit.
Els jugadors poden tocar la pilota en l'aire amb tots dos costats del caman. També es pot utilitzar per bloquejar i robar la pilota, encara que no es pot carregar conra el caman d'un altre jugador ("hacking"). Un jugador pot carregar contra un altre en carrera, sempre que la càrrega sigui d'espatlla contra espatlla com en futbol.
Un jugador pot detenir la pilota amb el caman i el pit, amb un peu a terra o els dos peus junts. El porter, que és l'únic que pot tocar la pilota amb les mans, pot fer-ho solament amb els palmells oberts i no pot retenir la pilota. Toca la pilota amb el cap es considera joc perillós i és falta. També es penalitza, intentar jugar la pilota des del terra i balancejar el caman.
Les faltes es converteixen en tirs lliures indirectes quan es realitzen fora de l'àrea de penal, coneguda com "la D". Quan són dins d'aquesta àrea, en un tir lliure directe (penal) des de 18 metres.

## Competició internacional
En reconeixement de les arrels comunes amb el hurling, cada any s'organitza una trobada entre la selecció escocesa de shinty i la irlandesa de hurling segons unes regles acordades. Aquesta trobada té lloc alternativament a Escòcia i Irlanda.